# Франкенхардт
Франкенхардт (њем. Frankenhardt) општина је у њемачкој савезној држави Баден-Виртемберг. Једно је од 30 општинских средишта округа Швебиш Хал. Према процјени из 2010. у општини је живјело 4.722 становника. Посједује регионалну шифру (AGS) 8127103.

## Географски и демографски подаци
Франкенхардт се налази у савезној држави Баден-Виртемберг у округу Швебиш Хал. Општина се налази на надморској висини од 455 метара. Површина општине износи 69,9 km². У самом мјесту је, према процјени из 2010. године, живјело 4.722 становника. Просјечна густина становништва износи 68 становника/km².